# ارینگتون، کمبریج‌شر
ارینگتون، کمبریج‌شر (به انگلیسی: Arrington, Cambridgeshire) یک روستا و محله مدنی در بریتانیا است که در ساوت کمبریج‌شر واقع شده‌است. ارینگتون ۴۱۵ نفر جمعیت دارد.